# Секс, ложь и видео
«Секс, ложь и видео» (англ. Sex, Lies, and Videotape) — американский художественный фильм 1989 года в жанре психологической драмы режиссёра Стивена Содерберга о взаимоотношениях женщины, разочаровавшейся в своей семейной жизни, и мужчины, отчаявшегося найти счастье в любви.
Дебютный фильм Содерберга получил главную премию на Каннском кинофестивале, а исполнитель главной роли Джеймс Спейдер был удостоен приза за лучшую мужскую роль. Лента является одной из наиболее важных для независимого кинематографа США. В 2006 году картина была включена в Национальный реестр фильмов США.

## Сюжет
Энн и Джон — типичная американская семья среднего класса. У них — отличный дом, за которым ухаживает домохозяйка Энн, а Джон — преуспевающий адвокат, который изменяет своей жене с её же сестрой Синтией. Но на самом деле, Энн мучится от непонимания и неудовлетворённости совместной жизнью с Джоном и посещает психотерапевта. А Синтия — художница и нимфоманка — не только любовница своего зятя, но и ведёт свободный образ жизни и является полной противоположностью наивной и консервативной Энн, которая даже и не подозревает об их измене.
Однажды, по приглашению Джона, его приятель по колледжу — странствующий Грэм — после долгих скитаний по стране, возвращается в родной город. Энн знакомится с застенчивым Грэмом и помогает чудаковатому другу Джона найти новое место для жизни — вместе они находят ему квартиру. Импотентный Грэм не ведёт сексуальную жизнь, но вместо этого — у него немного странное хобби: он записывает рассказы знакомых ему женщин об их интимной жизни на видеоплёнку. Когда Синтия узнаёт о Грэме, она посещает его в новом лофте и позволяет ему снимать её на видео. Во время интервью она возбуждается, входит в раж и в экстазе мастурбирует на камеру.
На следующий день, убираясь в доме, Энн находит серёжку своей сестры, которую та потеряла при очередном страстном сексе с Джоном. В порыве гнева она едет к Грэму, который впоследствии снимает и её. При этом она рассказывает о своей несуществующей сексуальной жизни, и наконец, взяв камеру, она расспрашивает Грэма. Из его рассказа, ей становится понятна причина его импотенции: очевидно, что в этом сыграла роль женщина, с которой он был в отношениях девять лет. После их первого поцелуя, Грэм выключает камеру.
По возвращении домой поздно вечером, Энн напрямую спрашивает мужа, есть ли у него роман на стороне, что он категорически отрицает. Но, она предъявляет Джону факты и требует от него развода. Также, она сообщает ему о записи, после чего Джон едет к Грэму, нокаутирует его и запирается в квартире, чтобы просмотреть видеокассету своей жены. Позже, недовольный босс Джона вызывает его в свой офис, так как тот не раз переносил встречу с одним очень важным клиентом.
В заключение Энн мирится с сестрой. Её возникшая симпатия к Грэму перерастает в чувства, и она уходит от Джона. В финальной сцене, она подъезжает к дому Грэма, садится рядом с ним на ступеньки крыльца и берёт его за руку.

## Актёрский состав
- Джеймс Спейдер — Грэм Далтон
- Энди Макдауэлл — Энн Бишоп Маллэни
- Питер Галлахер — Джон Маллэни
- Лора Сан Джакомо —  Синтия Патрис Бишоп
- Стивен Брилл — мужчина в баре
- Рон Вотер — терапевт

## Награды (избранное)

### Номинации
- 1990 — Номинант премии «Оскар» за лучший сценарий — Стивен Содерберг
- 1990 — Номинант премии «BAFTA» за лучший сценарий — Стивен Содерберг
- 1990 — Номинант премии «BAFTA» за лучшую женскую роль второго плана — Лора Сан Джакомо

### Награды
- Каннский кинофестиваль (1989):
  - «Золотая пальмовая ветвь» — Стивен Содерберг
  - Приз за лучшую мужскую роль — Джеймс Спейдер
  - Приз международной ассоциации кинокритиков — Стивен Содерберг
- В 2006 году внесён в Национальный реестр фильмов

## Критика
На сайте-агрегаторе Rotten Tomatoes фильм имеет рейтинг 96 % на основе 48 рецензий.